# مرده یا زنده (فیلم)
مرده یا زنده (انگلیسی: Dead or Alive) فیلمی در ژانر اکشن به کارگردانی تاکاشی میکه محصول سال ۱۹۹۹ است. از بازیگران آن می‌توان به شو آیکاوا و رنجی ایشیباشی اشاره کرد.